# Уэнтуорт, Эли
Алекса́ндра Э́ллиотт Уэ́нтуорт (англ. Alexandra Elliott Wentworth; 12 января 1965, Вашингтон (округ Колумбия), США) — американская актриса

, комедиантка, писательница, сценаристка и телепродюсер.

## Биография и карьера
Александра Эллиотт Уэнтуорт родилась 12 января 1965 года в городе Вашингтон (округ Колумбия) (США) в семье журналиста Эрика Уэнтуорта и секретаря Мейбл Брэндон Кабо. Училась в Бард-колледже и окончила Нью-Йоркский университет.
Уэнтуорт начала сниматься в кино в 1992 году и с тех пор сыграла более чем в 20-ти фильмах и телесериалах. С 1992 года выступает в качестве сценариста, а также в качестве продюсера с 2007 года.
В 2016 году на телеканале Pop состоялась премьера сериала, который был создан Эли и в котором она исполнила главную роль — «На ночь глядя».

## Личная жизнь
С 20 ноября 2001 года Уэнтуорт замужем за диктором Джорджом Стефанопулосом, с которым она встречалась 7 месяцев до их свадьбы. У супругов есть две дочери: Эллиотт Анастасия Стефанопулос (род. 9 сентября 2002) и Харпер Андреа Стефанопулос (род. 2 июня 2005).
1 апреля 2020 года Уэнтуорт сообщила, что ей был поставлен диагноз «коронавирусная инфекция COVID-19».